# Municipio de Bullard (Arkansas)
El municipio de Bullard (en inglés: Bullard Township) es un municipio ubicado en el condado de Prairie en el estado estadounidense de Arkansas. En el año 2010 tenía una población de 172 habitantes y una densidad poblacional de 1,82 personas por km².

## Geografía
El municipio de Bullard se encuentra ubicado en las coordenadas 34°58′29″N 91°38′4″O / 34.97472, -91.63444. Según la Oficina del Censo de los Estados Unidos, el municipio tiene una superficie total de 94.63 km², de la cual 90,73 km² corresponden a tierra firme y (4,12 %) 3,9 km² es agua.

## Demografía
Según el censo de 2010, había 172 personas residiendo en el municipio de Bullard. La densidad de población era de 1,82 hab./km². De los 172 habitantes, el municipio de Bullard estaba compuesto por el 93,6 % blancos, el 1,16 % eran afroamericanos y el 5,23 % eran de una mezcla de razas. Del total de la población el 1,74 % eran hispanos o latinos de cualquier raza.